# Pat Crowley
Patricia Crowley, accreditata come Pat Crowley (Olyphant, 17 settembre 1933), è un'attrice statunitense.

## Biografia
Nata a Olyphant da Helen e Vincent Crowley (un caposquadra della miniera di carbone), è nota per aver interpretato il ruolo di Sally Carver nel film Eternamente femmina (1953). 
Successivamente recitò nelle serie TV Per favore non mangiate le margherite e Joe Forrester, cantò nel programma The Dean Martin Show e apparve in alcuni episodi di varie serie televisive.

## Vita privata
Si è sposata due volte: prima con l'avvocato e agente Ed Hookstratten, poi dal 1986 con il produttore televisivo Andy Friendly.

## Filmografia

### Cinema
- I figli del secolo (Money from Home), regia di George Marshall (1953)
- Giarrettiere rosse (Red Garters), regia di George Marshall (1954)
- La giungla del quadrato (The Square Jungle), regia di Jerry Hopper (1955)
- Quella che avrei dovuto sposare (There's Always Tomorrow), regia di Douglas Sirk (1956)
- La terra degli Apaches (Walk the Proud Land), regia di Jesse Hibbs (1956)
- Hollywood o morte! (Hollywood or Bust), regia di Frank Tashlin (1956)
- F.B.I. contro Al Capone (The Scarface Mob), regia di Phil Karlson (1959)
- Il cerchio della violenza (Key Witness), regia di Phil Karlson (1960)
- Letti separati (The Wheeler Dealers), regia di Arthur Hiller (1963)
- Spionaggio a Washington (To Trap a Sky), regia di Don Medford (1964)
- Perdipiù il segugio fannullone (The Biscuit Eater), regia di Vincent McEveety (1972)
- Mont Reve, regia di Rocky Collins e Lynn Von Kersting (2012)

### Televisione
- The Eddie Cantor Comedy Theater – serie TV, episodi 1x02 (1955)
- General Electric Theater – serie TV, episodi 3x21-6x15 (1955-1958)
- Climax! – serie TV, episodio 2x43 (1956)
- West Point – serie TV, episodio 1x11 (1956)
- Crossroads – serie TV, episodio 2x37 (1957)
- Ricercato vivo o morto (Wanted: Dead or Alive) – serie TV, episodio 1x22 (1959)
- Westinghouse Desilu Playhouse – serie TV, episodi 1x20-1x21 (1959)
- Maverick – serie TV, 3 episodi (1959)
- Indirizzo permanente (77 Sunset Strip) – serie TV, episodi 1x18-6x11 (1959-1963)
- Goodyear Theatre – serie TV, 2 episodi (1959-1960)
- June Allyson Show (The DuPont Show with June Allyson) – serie TV, episodio 1x21 (1960)
- Hong Kong – serie TV, episodio 1x05 (1960)
- Michael Shayne – serie TV episodio 1x25 (1961)
- I detectives (The Detectives) – serie TV, episodio 3x10 (1961)
- Lotta senza quartiere (Cain's Hundred) – serie TV, episodio 1x30 (1962)
- Ai confini della realtà (The Twilight Zone) – serie TV, episodio 4x09 (1963)
- Bonanza – serie TV, episodio 4x22 (1963)
- Gli uomini della prateria (Rawhide) – serie TV, episodio 5x17 (1963)
- Mr. Novak – serie TV, episodio 1x11 (1963)
- The Lieutenant – serie TV, episodio 1x17 (1964)
- Sotto accusa (Arrest and Trial) – serie TV, episodio 1x23 (1964)
- Vacation Playhouse – serie TV, 2 episodi (1966-1967)
- Per favore non mangiate le margherite (Please Don't Eat the Daisies) – serie TV, 58 episodi (1965-1967)
- Il virginiano (The Virginian) – serie TV, episodio 6x21 (1968)
- Colombo (Columbo) – serie TV, episodio 1x03 (1971)
- Joe Forrester – serie TV, 22 episodi (1975-1976)
- Dynasty – serie TV, 9 episodi (1986)
- La signora in giallo (Murder, She Wrote) – serie TV, episodio 3x18 (1987)
- Generations – serie TV, 65 episodi (1989)
- Port Charles – soap opera, 251 puntate (1997-2001)
- Beautiful (The Bold and the Beautiful) – serie TV, 4 episodi (2005)

## Doppiatrici italiane
Nelle versioni in italiano delle opere in cui ha recitato, Pat Crowley è stato doppiato da:
- Fiorella Betti ne La giungla del quadrato, Per favore non mangiate le margherite
- Rosetta Calavetta ne La terra degli Apaches, Hollywood o morte!
- Flaminia Jandolo in Letti separati[1], Dynasty
- Maria Pia Di Meo in Quella che avrei dovuto sposare
- Gabriella Genta in Joe Forrester (1ª voce)
- Alina Moradei in Joe Forrester (2ª voce)
- Stefanella Marrama ne La signora in giallo[2]
- Lorenza Biella in Perdipiù il segugio fannullone (doppiaggio tardivo)
- Anna Rita Pasanisi in Cold Case - Delitti irrisolti